# 김좌진 장군 생가지
김좌진 장군 생가지(金佐鎭將軍生家址)는 한국의 독립운동가 백야 김좌진이 충청남도 홍성군 갈산면 행산리에서 출생하고 성장한 곳으로 1989년 12월 29일 충남기념물 제76호로 지정되었다.

## 개요
한국의 독립운동가 백야 김좌진 장군이 충청남도 홍성군 갈산면 행산리에서 출생하고 성장한 곳으로 김좌진을 추모하기 위해 1989년 12월 29일 충남기념물 제76호로 지정되었으며 1991년부터 이곳의 성역화 사업이 추진되어 생가지와 문간채, 사랑채가 복원되었으며 관리사와 전시관이 건립되었다. 또한, 김좌진 장군 사당(백야사)은 1998년 ~ 2001년까지 재실, 주차장들을 조성하였으며 매년 10월에 백야 김좌진 장군 청산리전투 전승기념행사가 열리고 있다.